# 오미카역
오미카역(일본어: 大甕駅, おおみかえき)은 일본 이바라키현 히타치시에 있는 동일본 여객철도의 철도역이다.
히타치 전철선이 오미카 역을 기점으로 히타치오타시 방면으로 운행했으나, 2005년 4월 1일에 폐선되었다.

## 역 구조
상대식 2면 2선 구조의 지상역이다. 동일본 여객철도의 직영역으로, 초록 창구가 오전 5시 15분부터 오후 9시 15분까지 영업한다. 스이카 및 제휴 교통카드의 사용이 가능하다.
히타치 시 당국이 오미카 역 주변 지구의 정비를 계획하고 있다. 역사를 지하화하고, 지하통로를 새로 뚫게 되며, 서쪽 광장과 남북연결통로를 새로 조성한다. 또한 폐선된 히타치 전철선의 노선을 따라 BRT 노선을 신설하는 것도 검토 중이다.

### 승강장
| 1 | ■ 조반선 | 미토 · 쓰치우라 · 우에노 · 도쿄 · 시나가와 · 오야마 방면 (우에노도쿄라인) |
| 2 | ■ 조반선 | 히타치 · 다카하기 · 이와키 방면                                           |

## 역세권 정보
- 국도 6호선
- 국도 245호선
- 이바라키 기독교대학 ― 한서대학교와 2012년에 교류 관계를 맺었다.[3]
- 구지하마·미즈키 해수욕장

## 역사
- 1897년 2월 25일 - 닛폰 철도 가이간 선의 역으로 개업했다.
- 1906년 11월 1일 ― 국유화에 따라 일본국유철도의 소속이 되었다.
- 1928년 12월 27일 ― 히타치 전철선이 오미카 역을 기종점으로 하여 운행을 시작했다.
- 1987년 4월 1일 ― 민영화에 따라 동일본 여객철도의 소속이 되었다.
- 2005년 4월 1일 ― 히타치 전철선이 문을 닫았다.

## 인접역
| 동일본 여객철도 조반선 | 동일본 여객철도 조반선 | 동일본 여객철도 조반선 |
| ---------------------- | ---------------------- | ---------------------- |
| 도카이 미토 방면       | ■ 조반선               | 히타치타가 이와키 방면 |